# Bouénivouhoun
Bouénévouhoun, également orthographié Bouénivouhoun ou Boénévouhoun, est un village du département et la commune rurale de Bondokuy (ou Bondoukuy), situé dans la province du Mouhoun et la région de la Boucle du Mouhoun au Burkina Faso.

## Géographie

### Démographie
- En 2003, le village comptait 3 936 habitants estimés[2].
- En 2006, le village comptait 2 933 habitants recensés[1].

## Santé et éducation
Le village accueille un centre de santé et de promotion sociale (CSPS).